# Holstebro (municipio)
El municipio de Holstebro se localiza en la región de Jutlandia Central, Dinamarca. Tiene una extensión de 800,19 km² y una población de 47.620 habitantes. Su capital y mayor localidad es la ciudad de Holstebro.
El actual municipio de Holstebro es de creación reciente. Se formó el 1 de enero de 2007 con la fusión de los antiguos municipios de Holstebro, Ulfborg-Vemb y Vinderup, todos ellos creados en 1970.
El municipio se extiende desde el mar del Norte en el oeste hasta los límites meridionales de la península de Salling en el noreste. Sus municipios vecinos son Lemvig, Struer, Skive y Viborg en el norte, y Ringkøbing-Skjern y Herning en el sur. Por el norte, el municipio tiene salida al Limfjord.

## Localidades
Holstebro tiene 21 localidades urbanas (byer, mayores a 200 habitantes), en las que reside la mayoría de la población. Un total de 9.475 personas viven en zonas rurales.
| Localidades más pobladas de Holstebro |               |                  |
| Nº                                    | Localidad     | Población (2012) |
| 1                                     | Holstebro     | 34.378           |
| 2                                     | Vinderup      | 3.122            |
| 3                                     | Ulfborg       | 2.067            |
| 4                                     | Vemb          | 1.305            |
| 5                                     | Tvis          | 1.213            |
| 6                                     | Nørre Felding | 791              |
| 7                                     | Skave         | 507              |
| 8                                     | Sevel         | 464              |
| 9                                     | Krunderup     | 409              |
| 10                                    | Borbjerg      | 393              |
| 10                                    | Thorsminde    | 393              |